# Polynucléotide kinase
 (mai 2023).
Si vous disposez d'ouvrages ou d'articles de référence ou si vous connaissez des sites web de qualité traitant du thème abordé ici, merci de compléter l'article en donnant les références utiles à sa vérifiabilité et en les liant à la section « Notes et références ».
La polynucléotide kinase, ou polynucléotide 5'-hydroxyl-kinase, est une enzyme utilisée en biologie moléculaire pour transférer un groupement phosphate γ provenant d'une molécule ATP sur l'extrémité 5'-OH d'une molécule polynucléotidique.
Cette réaction peut être utilisée pour marquer radioactivement une molécule d'ADN.